# Jens Pedersen (politiker, 1816-1895)
 For alternative betydninger, se Jens Pedersen. (Se også artikler, som begynder med Jens Pedersen)
Jens Pedersen (også skrevet Petersen, født 13. februar 1816 i Køng ved Vordingborg, død 15. februar 1895 sammesteds) var en dansk gårdfæster og politiker.
Pedersen var søn af gårdejer Peder Jørgensen i Køng. Han avlede hør indtil han overtog sin fars gård efter farens død i 1841. Han solgte gården i 1876 og nogle år efter sin hørfabrik. Pedersen var sogneforstander 1848-1853 og igen 1871-1876. Han var sognefoged 1868-1876.
Han var medlem af Folketinget valgt i Præstø Amts 4. valgkreds (Præstøkredsen) fra 4. august 1852 til 24. marts 1854. Kredsens folketingsmand, pastor N.F.S. Grundtvig genopstillede ikke ved folketingsvalget i 1852, og Pedersen blev i stedet kåret ved valget. Han blev genvalgt ved kåring ved folketingsvalgene i februar og maj 1853, men nedlagde sit mandat 24. marts 1854. Grundtvig blev i stedet kåret ved et suppleringsvalg 2. juni 1854.